# سیستان و تیمور
تیمور لنگ در وصف مردم سیستان چنین می‌گوید
شگفت زده شدم از پدری با ۱۰ پسرش که لقمه‌های آنچنان بزرگ می‌گرفتند، پرسیدم اهل کجایید؟ گفت: سیستان. گفتم: آیا رستم از میان شما بوده؟
گفت: بله این ۱۰ پسر من نیز رستم هستند. من که مردی بلند قد هستم پیش آنها کوتاه قد بودم…
از آنجا قصد کردم سپاهی از سیستان به لشکرم بیفزایم. هنگامی که به سیستان رسیدم هزاران رستم دیدم، از سالار زابلستان خواستم تا چند تن از این مردان را برای سپاهم ببرم، اما گفت: این مردان از دوره رستم تا امروز عادت دارند در لشکر ایران باشند و هرگز سرباز اجنبی نمی‌شوند… او یک دست لباس رزم به من داد که بسیار برایم بزرگ بود.

## فتح سیستان
دربارهٔ چگونگی فتح سیستان توسط تیمور
دو روایت وجود دارد:
روایت نخست روایت ظفرنامه‌های شامی و یزدی است و روایت دیگر روایت احیاء الملوک است که اندکی متفاوت است.

### روایت نخست
بر اساس روایت نخست تیمور پس از تصرف قلعه اسفزار متوجه سیستان گردید ((۷۸۵) هـ. ق). در ناحیه فراه شاه جلال الدین فراهی حاکم آنجا به او پیوست و اظهار انقیاد نمود تیمور آق تیمور بهادر یکی از سردارانش را با سپاهی مأمور چپاول سیستان نمود. آق تیمور بهادر تا دروازه‌های زرنگ پیشروی نمود و با اموال و غنایم فراوان به نزد تیمور بازگشت.
تیمور پس از این تهاجم متوجه سیستان شد و پس از عبور از ناحیه اوق، حصار زره را مورد هجوم قرار داد و در همان روز نخست آن قلعه را علی‌رغم مقاومت محافظین که ۵۰۰۰ تن بودند به تصرف درآورد. او پس از آن متوجه زرنگ گردید. در نزدیکی شهر شاه شاهان و عده‌ای از بزرگان سیستان برای گفتگو در باب صلح به حضورش رسیدند.
اما در همان زمان دسته‌هایی از سیستانی‌های طرفدار استقلال، سپاهیان تیموری را مورد هجوم قرار دادند و در نتیجه نبرد سنگینی روی داد که طی آن پیادگان سیستانی تعداد زیادی از اسبان دشمن را از پای درآوردند اما اکثر آنان کشته شدند و تنها عده اندکی موفق به بازگشت به زرنگ گردیدند
علیرغم شکست سنگین روحیه جنگاوری سیستانی‌ها از بین نرفت حمله بعدی آنان که شب هنگام صورت گرفت به دلیل هوشیاری امیر تیمور نتیجه‌ایی در برنداشت، در نبردی که در روز بعد کنار یکی از دروازه‌های زرنگ صورت گرفت نیز آنان کاری از پیش نبردند پس از این نبرد ملک قطب الدین دوم دریافت توان مقابله با تیمور را ندارد از زرنگ خارج شد و تسلیم گردید. با این وجود زرنگ تسلیم نشد، آنان با نیرویی شامل ۳۰/۰۰۰ تن در زمانی که امیر تیمور با معدودی از ملازمانش برای سرکشی از مقدمهٔ سپاه به نزدیکی زرنگ آمده به ناگاه از شهر خارج شدند تیمور علی‌رغم جراحتی که اسبش برداشت از معرکه عقب نشست و دستور حمله متقابل داد تیموریان در ابتدا حمله مخالفین را در هم شکسته با حمله بعدی زرنگ را متصرف شدند. با سقوط شهر تمامی اموال و خزاین ملوک مهربانی به غنیمت تیمور درآمد و پس از آن کاملاً چپاول شده بود.
و تیمور، ملک قطب الدین و رعایای سیستان را به سمرقند کوچانید و قضاة، علما و بزرگان را نیز به فراه تبعید کرد. او حکومت آن ناحیه را به شاه شاهان (۷۸۵–۸۰۵ هـ ق) واگذار کرد و متوجه بست شد. در میان راه قلعه طاق را فتح و ویران نمود و چون به کنار هیرمند رسید با ویران کردن بند رستم تخریب سیستان به نهایت رسید.

### روایت دوم
روایت دیگر در مورد فتح سیستان روایت احیاء الملوک می‌باشد بر اساس این روایت تیمور پس از تصرف خراسان در سال(۷۸۳ هـ ق) فرستاده‌ای به نزد ملک قطب الدین فرستاد و به او وعده داد که در سال آینده به سیستان خواهد آمد و او را به‌طور مستقل به حکومت آن ایالت خواهد گماشت. ملک قطب الدین فرستاده تیمور را مورد اکرام قرار داد و شاه شاهان را با تحف و هدایایی به نزد او فرستاد. اعزام شاه شاهان به دربار تیمور به احتمال نشانه ایی از قبول برتری او در سیستان بود. می‌توان حدس زد تیمور از این گروگان ارزشمند اطلاعات مفیدی دربارهٔ اوضاع سیستان به دست آورده است. تیمور در سال (۸۷۵ هـ ق) شاه شاهان را به سیستان فرستاد و اندکی بعد خود نیز متوجه آن ایالت گردید با ورود او به سیستان ملک قطب الدین از پذیرش برتری وی خودداری نمود و در نتیجه در رمضان (۸۷۵ هـ ق) زرنگ به محاصره درآمد. این وضع به مدت یک ماه ادامه یافت و سپس گفتگوهای صلح میان طرفین آغاز گردید. سرانجام پس از مدتی، گفتگو تیمور سید رضی الدین ترمدی را به نزد ملک قطب الدین فرستاد و او موفق شد تا حاکم سیستان را به تسلیم تشویق نماید ملک قطب الدین با فرستادن قاضی القضات سابق حرب و اعیان و اشراف سیستان به نزد تیمور تمایل خویش را به مصالحه نشان داد و سرانجام به همراه شاه شاهان به خدمت او شتافت اما امیر تیمور بلادرنگ به دستگیری او دستور داد دستگیری و حبس ملک قطب الدین مذاکرات صلح را با شکست مواجه ساخت. به تلافی این اقدام تیمور، ۴۰هزار تن از پیادگان سیستانی در صبح روز بعد به اردوی او حمله بردند. در نتیجه نبردی روی داد که تیمور ناچار شخصاً وارد آن شد و از ناحیه پا زخمی شد با این وجود تیموریان سپاهیان سیستانی را که به دو دسته تقسیم شده بودند به محاصره گرفته و قتل‌عام نمودند. گرچه شکست فوق ضربه مهلکی بر روحیه مدافعین زرنج وارد آورد هنوز مردم شهر آماده مقابله حملات تیمور بودند به همین علت تیمور به شاه شاهان مأموریت داد تا مردم شهر را دعوت به تسلیم کند او نیز این مأموریت را به خوبی انجام داد اما پس از تسلیم اهالی لشکریان تیموری به مدت سه روز به قتل و غارت مردم پرداختند تمامی خزاین ملوک مهربانی به تاراج رفت و ملک قطب الدین و اکثر بزرگان و میران سیستان به سمرقند کوچانده شدند و تمامی سیستان به جز مناطقی که به شاه شاهان به سیورغال واگذار گردید نابود شد.
همچنین روایت شده است که تیمور در سال (۷۸۵ ه‍.ق) در جریان فتح سیستان دوهزار اسیر سیستانی را زنده زنده درون دیوار دفن کرد.

## حملات به سیستان

### حمله اول تیمور
درحمله اول شکست سنگینی از مردم سیستان خورد وناچار عقب نشست، ولی سوگند یاد کرد که دوباره به سیستان برگردد و سیستان را با خاک یکسان کند و باید اذعان داشت که کاملاً به عهد خود وفا کرد و دوباره بازگشت…
او برای اجرای عملیات خود چند سال به‌طور ناشناس به همراه برادر زن خود در سیستان زندگی کرده و تمام نغاط ضعف و راه‌های مختلف منطقه را شناسایی کرد.

### حمله دوم تیمور
وسرانجام د ر سال (۸۷۵ه‍) با لشکری بیشمار به سیستان آمده و شهر را در محاصره گرفت. ولی چون نتیجه ای نگرفت پس از یکماه به صلح راضی شد ملک قطب الدین برای مذاکره به اردوی تیمور رفت ولی تیمور فوراً اورا دستگیر و محبوس کرد به علت این رفتار مزورانه ۴۰هزار مرد نامی سیستانی با هم عهد کردند که سحرگاه به اردوی او حمله برده وکار اورا یکسره کنند جنگی روی داد که حکایت رستم وافراسیاب رستم واسفندیار منسوخ شد وچون سپاه ترک به ستوه آمد تیمور خود سوار شد و سپاه پیاده سیستان رادر میان گرفت از زیادی سپاه تیمور چهل هزار سیستانی دو گروه شدند و آنقدر جنگیدند تا همه کشته شدند مردم سیستان که این اوضاع دیدند آماده دفاع شده ودروازه‌های شهر بسته و مستحکم نمودند ولی تیمو ر با حیله شاه را با وعده حکومت سیستان و مواعید دیگر بفریفت تا دروازه‌ها را به رویشبگشودند.
باگشودن درواره‌های شهر تیمور فرمان قتل‌عام عمومی صادر کرد تا سه روز در شهر قیامتی برپا بود. از بس در کوچه‌ها جسد کشتگان انداخته بود عبور ممکن نبود کودکان را جلوی پای اسبان
می‌انداختند. بسیاری از مردم رابه اسیری بردند
همه ذخایر ملوک عجم را بیرون کشیدند لشکریان توران کینه رستم را از مردم سیستان خواستند.

### لنگ شدن تیمور
تیمور در این حمله چندین زخم برداشت ازجمله شانه راست وپای او مجروح شد و دو انگشت دست راستش قطع شد زخمی که پای راست تیمور خورده بود آنقدر عمیق بود که هرگز
مداوا نشد به همین جهت به تیمور لنگ مشهور شد.

### نابود کردن سیستان
تیمور تمام بندهای اب از جمله‌بند رستم را خراب کرد درنتیجه زمینهای حاصلخیز وزیر کشت سیستان بی آب ماند به علت نوع خاک سیستان هر گز رودخانه به مسیر قبلی خود برنگشت. او سیستان رابه یک مخروبه تبدیل کرد و زاهدان تاریخی مرکز دارالاخلافه را با خاک یکسان کرد قتل‌عام مردم سیستان به دستور تیمور یک کشتار سخت و نسل‌کشی بود که بر مردم سیستان رخ داد.
گویند پس از قتل‌عام مردم در موقع بازگشت تیمور از کنار یک قبرستان عبور می‌کرد
مست از باده پیروزی این شعر را…
می‌خواند:/ سر از خاک بر گیر و ایران ببین//جهان را بکام دلیران ببین
در این موقع پیرمردی نحیف که از ترس تیمور در گوری پنهان شده بود
سر از، قبر بیرون کرد وبا صدای ضعیف خود گفت::
چو بیشه تهی گشت از نره شیر
شغالان به بیشه درآیند دلیر
بعد از این ویرانی و تغییر مسیر رود هیرمند سیستان روز به روز ویران تر شد.

## تیمور و مردم زاهدان
هنگامی که تیمور سیستان را تصرف کرد مطابق عادت از زاهدان شهر خواست که به استقبالش بیایند اما بزرگان مردن در زادگاه خویش را به رفتند ترجیح دادند که این جسارت و سرسختی را دید برآشفت و دستور داد همه آن ۴۴ تن را از دم از دم تیغ گذرانده و در یک گور دسته جمعی دفن کنند از آن پس تاکنون مردم سیستان به پاس احترامی که برای آن ۴۴ پیر زاهد قائل بودند نام آن شهر را که متن آن بزرگان بود زاهدان گذاشتند.

## لنگ شدن تیمور
نظرها دربارهٔ اینکه تیمور لنگ چرا لنگ شد، متفاوت است. در این زمینه روایت‌های مختلفی وجود دارد و تشخیص اینکه کدام‌یک از آن‌ها روایت صحیح است، کار ساده‌ای نیست.
ابن عربشاه که مورخ عصر تیموری است در کتاب خود علت لنگ شدن تیمور را به‌دلیل ضربه‌ای می‌داند که یک چوپان بر پای تیمور وارد کرد. به گفته ابن عربشاه تیمور زمانی که در سیستان بود، یک گوسفند از چوپانی ربود و چوپان که شاهد ربودن گوسفند به دست تیمور بود، ضربه‌ای به پای تیمور وارد کرد و اثر این ضربه بر پای تیمور ماند و سبب لنگ شدن او شد.
تیمور لنگ در اثر ضربه‌ای که در سیستان به پای او وارد آمد، لنگ شد و به تیمور لنگ شهرت یافت.
کلاویخو که سفیر هانری شاه اسپانیا به دربار تیمور بود، نظر دیگری دربارهٔ لنگ شدن تیمور دارد. در سفرنامه کلاویخو نیز همچون کتاب ابن عربشاه، تیمور در سیستان ضربه خورده است؛ اما این بار ضربه را چوپان نزده است. به گفته کلاویخو اهالی سیستان به تیمور حمله کرده‌اند و تیمور را از اسب به زیر کشیده‌اند و به پای او ضربه وارد کردند و پای تیمور در اثر این ضربه، لنگ شد.

## تیمور و گاو سواران سیستان
امیر تیمور جهانگشا هنگامی که به سیستان می‌رسد دربارهٔ قضیهٔ دیدار خود با «امیر گرشاسب» فرمانروای زابلستان چنین می‌گوید:من کنار دریای هامون توقف کردم و تصمیم گرفتم که یک ایلچی نزد امیر زابلستان بفرستم و به او بگویم که من برای جنگ نیامده ام و قصدی جز تفریح ندارم. نام فرمانروای زابلستان، امیر گرشاسب بود و می‌گفتند که یکصد سال از عمرش می‌گذرد. ایلچی می‌رفت و مراجعت کرد و گفت: ای امیر تیمور، گرشاسب می‌گوید که اگر قصد جنگ نداری و به مهمانی آمده‌ای، قدمت مبارک باشد لیکن اگر برای جنگ آمده باشی برای کارزار آماده هستیم. من برای اینکه نشان بدهم که برای جنگ نیامده ام، هدایایی جهت گرشاسب فرستادم و آنگاه خبر دادند که امیر زابلستان به استقبال من می‌آید. من چشم به راه دوخته بودم که سواران امیر گرشاسب را ببینم ولی حیرت‌زده مشاهده کردم که یک عده گاو سوار از دور می‌آیند. گاوها مثل اسب چهار نعل حرکت می‌کردند و گاوسواران به سرعت به ما نزدیک شدند، من تا آن روز قشون گاو سوار ندیده بودم. وقتی گاوها نزدیک گردیدند، مشاهده کردم به قدری قوی و بلند هستند که انسان از مشاهده آنها دچار شگفتی می‌شود. پیرمردی ریش سفید و بلندی داشت و معلوم بود که برتر از سایرین می‌باشد از گاو فرود آمد و دست را بالای چشم نهاد که بتواند اطراف را ببیند و با صدایی بلند بانگ زد: من گرشاسب از نوادهٔ گودرز سالار زابلستان هستم… امیر تیمور کیست؟ بعد از فرود آمدن آن پیرمرد تمام کسانی که سوار گاوها بودند فرود آمدند و آنهایی که پیرامون من قرار داشتند از فرط تعجب انگشت به دهان بردند… همه ریش‌های بلند داشتند با این تفاوت که ریش بلند بعضی از آنها سفید بود و بعضی سیاه و برخی خاکستری. لباس آنها جامه ای بلند بود و یک طرف دامان جامه را روی شانه چپ انداخته بودند. وقتی گرشاسب- سالار زابلستان نزدیک من شد، من چند قدمی به سوی او رفتم و گفتم: ای سالار زابلستان من فقط برای دیدن کشور تو اینجا آمده‌ام و قصد جنگ ندارم امیر گرشاسب گفت: قدمت مبارک باد و بیا تا تو را به خانه خود ببرم. گفتم: ای امیر زابلستان شماره همراهان من زیاد است و ما سه هزار نفر هستیم و اگر به خانه تو بیایم، تولید مزاحمت خواهیم کرد. گرشاسب گفت: قشون تو سه روز مهمان من هستند و غذا را به اردوگاه آنها می‌آوردند ولی تو باید در خانه من سکونت کنی و آنجا غذا بخوری و بخوابی. گرشاسب و همراهانش سوار بر گاوها شدند و من با عده ای از سواران خود بر پشت اسب براه افتادم و در حالی که می‌تاختیم از دریای هامون به سوی شهر رفتیم…